# Geschiedenis van Maleisië
De geschiedenis van Maleisië  kan bekeken worden vanuit verschillende perspectieven. Maleisië is een modern concept, ontstaan in de tweede helft van de 20e eeuw. Het hedendaagse Maleisië beschouwt echter de hele geschiedenis van Malaya en Borneo, die duizenden jaren teruggaat tot de prehistorie, als zijn eigen geschiedenis.

## Maleise koninkrijken
Het oudste koninkrijk van Maleisië is Langkasuka (“Schitterende Zaligheid”) dat ergens in de 2e of 3e eeuw ontstond in Kedah. De cultuur, godsdienst en staatsvorm van Langkasuka vertoonden sterke Indiase invloeden. In de Bujang Vallei (nabij Gurun in Kedah) zijn de graftempelruïnes van Langkasuka te bezichtigen. Rond de 5e eeuw kwam Langkasuka in contact met China en later werd het onderdanig aan Srivijaya-rijk (Sumatra).
Srivijaya bleef een rol spelen in het Maleisisch schiereiland tot het einde van de 14e eeuw toen Srivijaya door het Majapahit-rijk verslagen werd. Parameswara, een prins van Srivijaya, ontvluchtte de hoofdstad Palembang net voordat de stad werd veroverd door Mahapahit. Hij streek neer in Temasek (nu Singapore) waar hij de Siamese bestuurder doodde om zelf de macht te grijpen. De Siamezen stuurden een strafexpeditie naar Temasek en daarom keerde de lokale bevolking zich tegen Parameswara. Parameswara vluchtte naar Muar en daarna naar Malakka.
Volgens de legende werd Malakka gesticht in 1402 toen Parameswara op jacht was. Hij zag hoe een kancil (klein boshertje) dapper en slim was en een tijger met een list wist te verjagen. Dit vond Parameswara zo indrukwekkend dat hij besloot niet langer te vluchten en zich in Malakka te vestigen. Hij vernoemde de stad naar de boom waaronder het schouwspel tussen de tijger en de kancil zich had afgespeeld. In 1414 trouwde Parameswara een prinses uit Pasai en bekeerde zich tot de islam.
Malakka ontwikkelde zich snel als een belangrijke haven en vestigingsplaats voor kooplieden langs de handelsroutes tussen China, de Indische Archipel, India en Arabië. Ook werd Malakka een belangrijk religieus en cultureel centrum. De macht van Malakka breidde zich geleidelijk uit, mede dankzij goede diplomatieke betrekkingen met de Ming-keizer van China. In 1459 trouwde de Malakka Sultan Mansur Shah met de Chinese prinses Hang Li Po.

## Europese kolonisatie
In 1509 bereikte een Portugese vloot Malakka en in 1511 veroverden de Portugezen de stad. Tot 1526 bleven er schermutselingen tussen Portugal en de verdreven heersers van Malakka. Daarna stichtten afstammelingen van de sultan nieuwe staten in Johor en Pahang.
In 1641 veroverden de Nederlanders Malakka op de Portugezen en in 1786 vestigden de Engelsen zich op Penang en in 1819 in Singapore. In 1824 ruilden de Engelsen Bengkulu voor Malakka en zo waren de Britse ‘Straits Settlements’ langs de westkust van Malaya compleet.
Op het schiereiland werden in 1848 grote tinreserves ontdekt. Ondertussen stond het Chinese keizerrijk op instorten en dus vluchtten veel Chinezen naar Maleisië om te werken in de nieuwe tinmijnen. Deze gebeurtenissen zorgden voor grote instabiliteit en leidden tot een bloedige burgeroorlog in Selangor en Perak. Dit feit en de druk van ondernemers in de Straits Settlements zorgde ervoor dat het Britse bestuur in 1874 overeenkomsten sloot met een aantal sultanaten. Britse residenten namen de feitelijke leiding over van de staten, die in naam zelfstandig bleven. De volgende stap werd gezet toen de belangrijkste staten in 1895 verenigd werden in een door de Britten vanuit Kuala Lumpur bestuurde federatie.
Onder Brits bestuur ontwikkelde de economie zich snel en Malaya groeide uit tot ’s werelds grootste producent van tin, rubber en palmolie. Aan de arbeidsbehoefte werd voldaan door immigranten uit China en Brits-Indië.

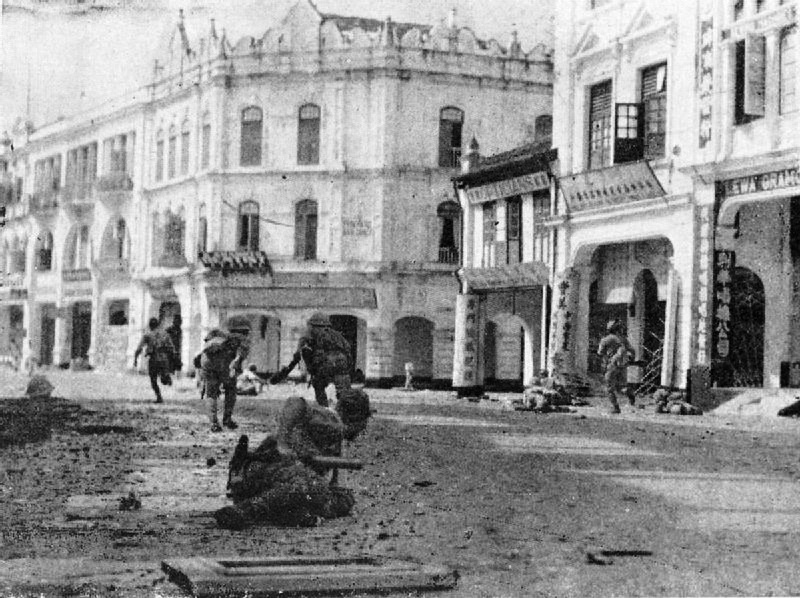
Japanse troepen in Kuala Lumpur in 1941.

Na de Japanse bezetting richtten de Britten de Unie van Malaya op die Chinese en Indiase immigranten staatsburger maakte en een einde maakte aan de speciale positie van de Maleisische sultans. De tegenstanders van dit plan waren de communisten en Maleisische nationalisten die in 1946 de UMNO partij oprichtten. Uiteindelijk bleek UMNO de belangrijkste onderhandelingspartner te zijn omdat de communisten te radicaal waren en de andere Chinese en Indiase partijen niet geïnteresseerd waren in onafhankelijkheid. Het compromis dat in 1948 werd bereikt was een federatie met staatsburgerschap voor immigranten en een speciale positie voor de Sultans en de Maleise bevolking. Direct daarna begonnen de communisten een guerrillaoorlog die zij uiteindelijk verloren.
| Vlag | Naam                  | Hoofdstad             | Begin | Einde | Gebied        | Opmerking                                                                      |
| ---- | --------------------- | --------------------- | ----- | ----- | ------------- | ------------------------------------------------------------------------------ |
|      | Federatie van Malakka | Kuala Lumpur          | 1948  | 1957  | Malakka       |                                                                                |
|      | Kolonie Singapore     | Singapore (stadstaat) | 1819  | 1963  | Malakka       | Van 1963 tot 1965 vormde Singapore een onderdeel van de Maleisische federatie. |
|      | Brits Noord-Borneo    | Sandakan              | 1882  | 1963  | Oost-Maleisië |                                                                                |
|      | Sarawak               | Kuching               | 1841  | 1963  | Oost-Maleisië |                                                                                |

## Onafhankelijkheid
In 1957 werd Malaya onafhankelijk, maar Singapore bleef een kroonkolonie van Engeland. Met Singapore buiten de federatie waren de Maleisiërs nét in de meerderheid en niet de Chinezen en had de Maleisische UMNO in het parlement dus de macht, samen met Indiase en Chinese coalitiegenoten.
In 1963 werd besloten Singapore, Sarawak, Noord-Borneo en Brunei bij Malaya te voegen en zodoende Maleisië op te richten. Brunei haakte op het laatste moment af en Indonesië en de Filipijnen erkenden Maleisië aanvankelijk niet. Indonesië probeerde Maleisië in zijn invloedssfeer te krijgen tijdens de "konfrontasi" oorlog van 1962-1966. In 1965 werd Singapore om politieke redenen uit de federatie gezet en de stadstaat werd toen een onafhankelijk land.
- Malaysia Act (1963)
klik op de afbeelding om verder te lezen
- Overeenkomst m.b.t. Maleisië tussen het Verenigd Koninkrijk, Borneo, Sarawak en Singapore (1963)
klik op de afbeelding om verder te lezen

In 1969 braken in Kuala Lumpur ernstige etnische rellen uit nadat de UMNO de verkiezingen had verloren. De noodtoestand werd uitgeroepen en onder premier Abdul Razak Hussein werd in 1971 de ‘New Economic Policy’ (NEP) ingesteld die de arme, achtergestelde Maleise bevolking trachtte te helpen door zware positieve discriminatie. 
In 1981 kwam premier Mahathir Mohammed aan de macht en hij duwde een programma van industrialisatie en economische liberaliseringen door. De Maleisische economie groeide eind jaren 1990 met bijna 10% per jaar.

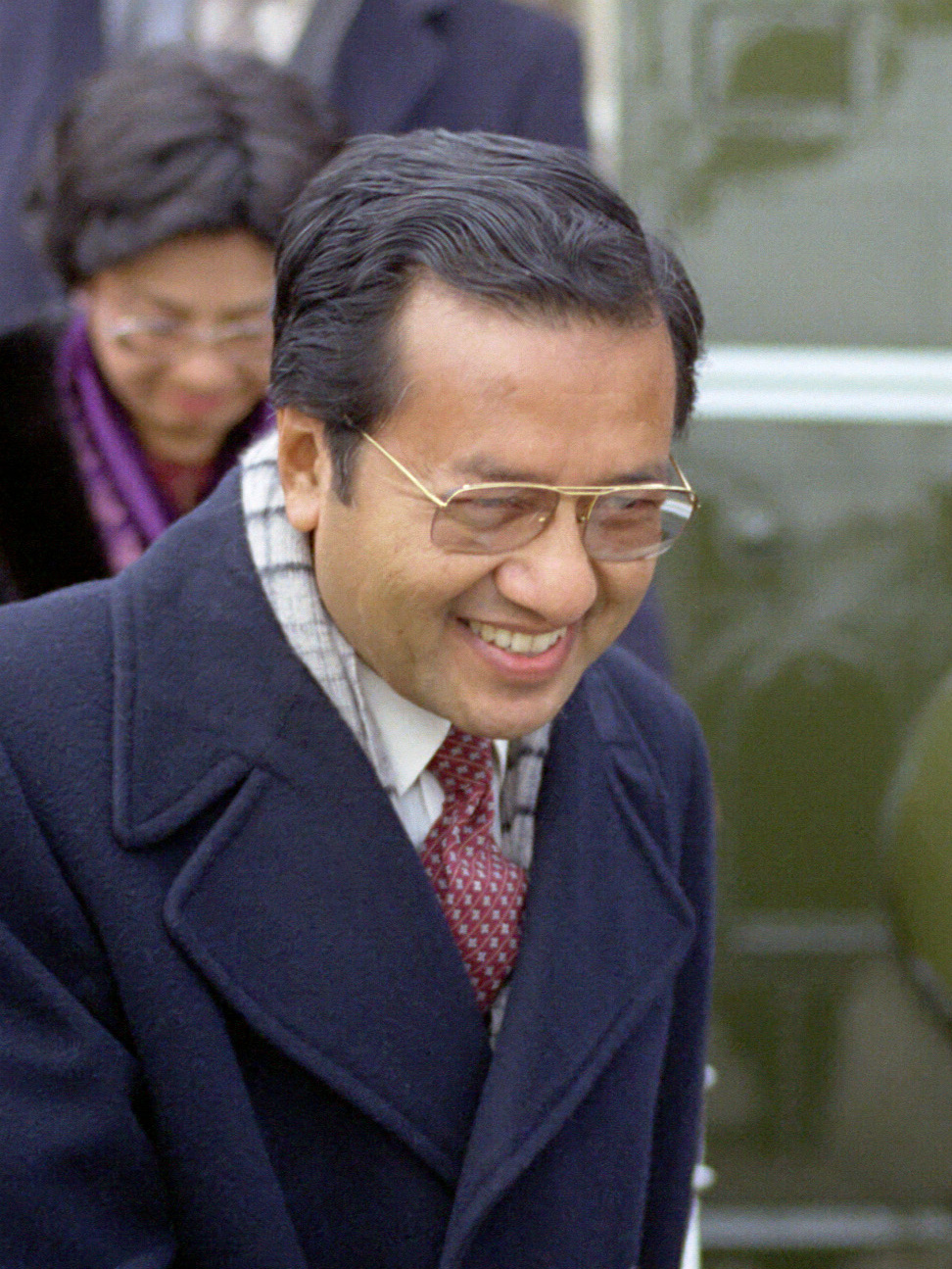
Mahathir Mohammed, invloedrijke premier van Maleisië

In 1997 brak de Aziatische monetaire crisis uit maar Mahathir lapte het economisch advies van het Internationaal Monetair Fonds (IMF) aan zijn laars. Hij legde de internationale handel in Maleisisch geld en aandelen stil om zo stabiliteit te creëren. Uiteindelijk was de crisis in Maleisië veel minder ernstig dan in Thailand, Indonesië en Zuid-Korea en gaf het IMF zijn fouten toe.
In 2003 werd Abdullah Badawi de vijfde premier van Maleisië. In 2009 werd Najib Razak de zesde premier van Maleisië. Najib was betrokken bij een grootschalige corruptiezaak die verband hield met het 1Malaysia Development Berhad (1MDB) schandaal.
In 2020 werd Najib veroordeeld tot gevangenisstraf in verband met het 1Malaysia Development Berhad (1MDB) schandaal. Dit schandaal draaide om beschuldigingen van grootschalige corruptie en verduistering van fondsen uit het Maleisische staatsontwikkelingsfonds. Zijn veroordeling betekende een belangrijke gebeurtenis in het politieke en juridische landschap van Maleisië. Hij werd veroordeeld tot 12 jaar gevangenisstraf.
Geschiedenis van:
Afghanistan · 
Armenië · 
Azerbeidzjan · 
Bahrein · 
Bangladesh · 
Bhutan · 
Brunei · 
Cambodja · 
China · 
Filipijnen · 
Georgië · 
India · 
Indonesië · 
Irak · 
Iran · 
Israël · 
Japan · 
Jemen · 
Jordanië · 
Joodse Autonome Oblast · 
Kazachstan · 
Kirgizië · 
Koeweit · 
Korea (Noord-Korea, Zuid-Korea) · 
Laos · 
Libanon · 
Maldiven · 
Maleisië · 
Mongolië · 
Myanmar · 
Nepal · 
Oezbekistan · 
Oman · 
Oost-Timor · 
Pakistan · 
Palestina · 
Qatar · 
Rusland ·  
Saoedi-Arabië · 
Siberië · 
Singapore · 
Sri Lanka · 
Syrië · 
Tadzjikistan · 
Taiwan · 
Thailand · 
Tibet · 
Toeva · 
Turkije · 
Turkmenistan · 
Verenigde Arabische Emiraten · 
Vietnam · 
Xinjiang
Midden-Oosten · Centraal-Azië · Zuid-Azië
- Library of Congress Control Number: sh2008115795
- Nationale Bibliotheek van Israël: 987007566756705171